# Edinburg, Illinois
Edinburg är en ort i Christian County i delstaten Illinois, USA.